# Mus setzeri
Il topo pigmeo di Setzer (Mus setzeri Petter, 1978) è un roditore della famiglia dei Muridi diffuso nell'Africa sud-occidentale.

## Descrizione
Roditore di piccole dimensioni, con la lunghezza totale tra 82 e 97 mm, la lunghezza della coda tra 31 e 48 mm, la lunghezza del piede tra 13 e 15 mm, la lunghezza delle orecchie tra 13 e 14 mm e un peso fino a 9 g.

Le parti superiori sono grigio-rosa. Le parti ventrali e il dorso delle zampe sono bianchi. La linea di demarcazione lungo i fianchi è netta. La coda è più corta della testa e del corpo.

## Biologia

### Comportamento
È una specie notturna e terricola. 

### Alimentazione
Si nutre probabilmente di insetti.

## Distribuzione e habitat
Questa specie è diffusa nella Namibia nord-orientale, Botswana nord-occidentale e Zambia occidentale.
Vive in zone umide nelle savane e nei prati ad erba bassa a circa 1.100 metri di altitudine.

## Conservazione
La IUCN Red List, considerato che questa specie è stata registrata in una vasta area, che probabilmente è abbondante in loco, è priva di reali minacce ed è presente in diverse aree protette, classifica M.setzeri come specie a rischio minimo (Least Concern).